# Tom Ring
tom Ring ist der Familienname einer westfälischen Künstlerfamilie, heimisch und tätig in Münster.
- Ludger tom Ring der Ältere (1496–1547), Maler und Buchdrucker, Zeichen Ⓛ – gilt als Ahnherr der Familie
  - Hermann tom Ring (1521–1596), Maler, Zeichen H∘M
    - Ludger tom Ring (* 1554), Maler
    - Nicolaus tom Ring (* 1564), Maler
    - Hermann tom Ring d. J. (geb. 1566), Goldschmied
    - Johann tom Ring (1571–1604), deutscher Maler

  - Ludger tom Ring der Jüngere (1522–1584), Maler und Buchdrucker
  - Heribert tom Ring (* 1524?/1530–1593), wohl Gehilfe bei Hermann

In den ersten Jahrzehnten des 17. Jahrhunderts verschwinden die Nachrichten über die Enkel des Ludger.